# Графопостроитель
Графопострои́тель (от греч. γράφω — пишу, рисую), пло́ттер — оргтехническое устройство для автоматического вычерчивания с большой точностью, рисунков, схем, сложных чертежей, карт и другой графической информации на бумаге размером до A0 или кальке.
Плоттер может являться как периферийным устройством компьютера, так и центральным звеном автоматизированной системы.:109

## История
Первые плоттеры (например, Calcomp 565, выпускавшийся с 1959 года) работали на принципе передвижения бумаги с помощью ролика, обеспечивая тем самым координату X, а Y обеспечивалась движением пера. Другой подход (воплощённый в Computervision’s Interact I (первая CAD-система)) представлял собой модернизированный пантограф, управляемый вычислительной машиной и имеющий шариковое перо в качестве рисующего элемента. Недостаток этого метода заключался в том, что требовалось пространство, соответствующее расчерчиваемой области. Но достоинством этого метода, вытекающим из его недостатка, является легко повышаемая точность позиционирования пера и соответственно точность самого рисунка, наносимого на бумагу. Позже это устройство было дополнено специальным кассетным держателем, который мог компоноваться перьями разной толщины и цвета.
Фирмы Hewlett Packard и Tektronix в конце 1970-х годов представили планшетные плоттеры, размер которых совпадал с размером стандартного рабочего стола. В 1980-х была выпущена меньшая по размерам и более лёгкая модель HP 7470, использующая инновационную технологию «зернистого колеса» для перемещения бумаги. Эти небольшие плоттеры бытового назначения стали популярны в деловых приложениях, но из-за низкой производительности были практически бесполезны для печати общего назначения. С широким распространением струйных и лазерных принтеров с высокой разрешающей способностью, с удешевлением компьютерной памяти и с увеличением скорости обработки растровых цветных изображений, графопостроители с пером практически исчезли из обихода.
В русский язык слово графопостроитель вошло в 70-е годы годы для обозначения устройств, автоматически вычерчивающих графические изображения по заданным электронным данным.

## Устройство
Связь с компьютером графопостроители, как правило, осуществляют через последовательный порт, параллельный порт, SCSI-интерфейс и Ethernet. Некоторые модели графопостроителей оснащаются встроенным буфером (размером 1 Мбайт и более).

## Типы графопостроителей
Типы графопостроителей:
- рулонные и планшетные;
- перьевые, струйные и электростатические;
- векторные и растровые.

Назначение графопостроителей — высококачественное документирование чертёжно-графической информации.
Графопостроители можно классифицировать следующим образом:
- по способу формирования чертежа — с произвольным сканированием и растровые;
- по способу перемещения носителя — планшетные, барабанные и смешанные (фрикционные, с абразивной головкой);
- по используемому инструменту (типу чертёжной головки) — перьевые, фотопостроители, со скрайбирующей головкой, с фрезерной головкой.

Также плоттерами называют широкоформатные принтеры и каттеры (от англ. cutter). Это не совсем корректно, однако де-факто уже является стандартом.

### Планшетные графопостроители
В планшетных графопостроителях носитель неподвижно закреплён на плоском столе. Закрепление либо электростатическое, либо вакуумное, либо механическое за счёт притягивания прижимающих бумагу пластинок, к (электро)магнитам, вмонтированным в поверхность стола. Специальной бумаги не требуется. Головка перемещается по двум перпендикулярным направлениям. Размер носителя ограничен размером планшета.
В некоторых устройствах небольших размеров головка закреплена неподвижно, а перемещается стол с закреплённым на нём носителем, как это сделано во фрезерных станках с числовым программным управлением.

### Графопостроители с перемещающимся носителем
Имеются три разновидности графопостроителей с перемещающимся носителем:
- барабанные графопостроители, в которых носитель фиксированного размера укреплён на вращающемся барабане;
- фрикционные графопостроители, в которых носитель перемещается с помощью фрикционных роликов. Эти графопостроители (при равных размерах чертежа) много меньших габаритов, чем барабанные. Одна из новых разновидностей фрикционного графопостроителя, появившаяся благодаря технологическим достижениям в металлообработке — графопостроитель с т. н. абразивной головкой, в которых валики привода бумаги — стальные со специальной насечкой, не забивающейся волокнами бумаги;
- рулонные графопостроители, которые подобны фрикционным, но используют специальный носитель с краевой перфорацией.

Вне зависимости от способа перемещения носителя, система привода графопостроителей с произвольным сканированием использует либо шаговые двигатели, поворачивающиеся на фиксированный угол при подаче одного импульса, либо исполнительную систему с обратной связью, содержащую двигатели привода и датчики положения.
Перемещения с шаговыми двигателями обычно выполняются на 1 шаг по одному из 8 направлений.
Поэтому требуется аппроксимация вычерчиваемой кривой штрихами основных направлений. Повышение точности аппроксимации достигается как уменьшением шага, так и путём увеличения числа направлений перемещения за счёт использования дополнительных пар моторов или за счёт изменения передаточного числа.

### Электростатические графопостроители
Электростатические графопостроители работают на безударном электрографическом растровом принципе. Специальная диэлектрическая бумага перемещается под электростатической головкой, содержащей иголки с плотностью 40—100 на 1 см. К иголкам прикладывается отрицательное напряжение, в результате чего диэлектрическая бумага заряжается, и на ней создаётся скрытое изображение. Затем бумага проходит через бокс, в котором над ней распыляется положительно заряженный тонер. Заряженные области притягивают частицы тонера. В цветных системах этот процесс повторяется для каждого из основных субтрактивных цветов — голубого, пурпурного и жёлтого, а также чёрного.
Электростатические графопостроители быстрее перьевых графопостроителей, но медленнее лазерных печатающих устройств. Их скорость составляет от 500 до 1000 линий, наносимых на бумагу в 1 мин. Они работают с разрешением 200—400 точек на дюйм. Электростатические графопостроители необходимы, если требуется высококачественный цветной вывод для CAD-системы. Такой графопостроитель в 10—20 раз быстрее перьевого. Среди лидеров на рынке этих устройств фирмы Versatec, Calcomp и Benson. Эти графопостроители весьма дороги, их цена составляет от 30 до 150 тысяч долларов.
|                   | Планшетные                          | Барабанные                                      |
| ----------------- | ----------------------------------- | ----------------------------------------------- |
| Формат черчения   | Ширина 210—840 мм Длина 297—1188 мм | Ширина 210—1140 мм Длина 297 мм — не ограничена |
| Скорость черчения | 80 — 1140 мм/с                      | 30 — 300 мм/с                                   |
| Точность          | 0.8 — 0.0025 мм                     | 0.7 — 0.0025 мм                                 |
| Разрешение        | 0.4 — 0.0025 мм                     | 0.1 — 0.0025 мм                                 |

Точность определяется минимально возможным значением приращения координаты. Обычные значения десятки микрометров. Разрешение определяется фактическими возможностями исполнительной системы и чертёжной головки. Для перьевых графопостроителей обычные значения — доли миллиметра. Для фотопостроителей — менее 10 микрометров.
Уникальные высокоточные графопостроители имеют зачастую и уникальные протоколы управления. Графопостроители широкого распространения, как правило, поддерживают протокол графопостроителей фирмы «Хьюлетт-Паккард» HPGL (Hewlett Packard Graphics Language). Он содержит небольшое количество графических функций, легко читается и интерпретируется. Некоторые графопостроители интерпретируют протокол ReGIS, разработанный для терминалов VT240 (и более мощных).

### Фотографопостроители
Используются в очень точных построениях, трассировке печатных плат.
Плюсы: дешевле перьевых, быстрее.
Минусы: необходимы специальные помещения (затемнённые фотолаборатории).

## Производители
Основными производителями лазерной инженерной техники являются KIP, Ricoh, Oce, Xerox, суммарно занимающие более 90 % рынка. Их техника также продается под другими торговыми марками, принадлежащими либо самому производителю (например — бренды Gestetner и Rex-Rotary принадлежат Ricoh), либо крупному дилеру (Utax или МВ, например), либо даже прямому конкуренту (в случае наличия у него временных проблем с производством).